# Ida Noddack
Ida Eva Noddack auch Ida Tacke Noddack, geborene Tacke (* 25. Februar 1896 in Lackhausen, heute zu Wesel; † 24. September 1978 in Bad Neuenahr), war eine deutsche Chemikerin. Sie gehört zu den ersten Frauen, die Chemie studierten. Ihre bekannteste Leistung ist die federführende Beteiligung an der Entdeckung des Elements Rhenium.

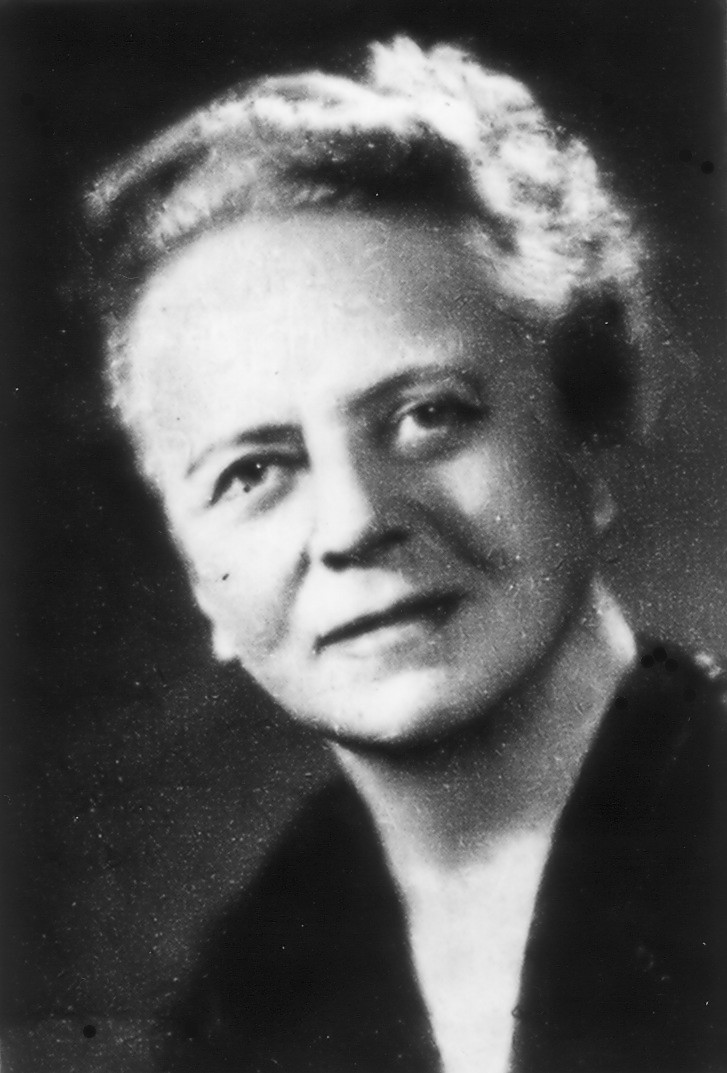
Ida Noddack, 1940

## Leben
Ida Tackes Vater war der Lackfabrikant Alfred Tacke aus Wesel, ihre Mutter war Hedwig Danner aus Bocholt. Sie besuchte das St. Ursula Gymnasium in Aachen.
Sie studierte als eine der ersten Frauen in Deutschland Chemie. An der Technischen Hochschule Berlin wurde sie 1919 Über Anhydride höherer aliphatischer Fettsäuren promoviert und arbeitete anschließend zunächst in der Industrie.
Zusammen mit ihrem zukünftigen Ehemann Walter Noddack suchte Tacke dann an der Physikalisch-Technischen Reichsanstalt die zu dieser Zeit noch unbekannten Elemente der Ordnungszahlen 43 und 75, unterstützt vom Röntgen-Fachmann Otto Berg. 1925 gelang ihnen die Entdeckung des Elements 75, das sie Rhenium nannten. Zeitgleich behaupteten sie, auch das Element 43 entdeckt zu haben, und schlugen den Namen Masurium vor. Auf der Mitgliederversammlung des Vereins Deutscher Chemiker vom 2. bis 5. September 1925 in Nürnberg sprach die noch unverheirate Ida Tacke über die „neuentdeckten Elemente […], welche die Namen Masurium und Rhenium erhielten“. Ebenfalls im September 1925 wurde darüber im Magazin Popular Science berichtet. Die Entdeckung des Rheniums wurde später bestätigt, und wägbare Mengen konnten isoliert werden. Dagegen war ihre Entdeckung des Elements Nummer 43 stets umstritten. Aufgrund der 1934 postulierten Isobarenregel war schon bald klar, dass Element 43 nur radioaktive Isotope haben konnte. Element 43 wurde erst 1937 als sicher entdeckt angenommen und Technetium genannt. Nach 1925 wurden keine weiteren Ergebnisse des Forscherpaares zum Element 43 veröffentlicht, welche die anfängliche Behauptung hätten untermauern können. Daher wurde der Name Masurium nicht akzeptiert.
Im Jahr 1934 äußerte Ida Noddack die Vermutung, dass „bei der Beschießung schwerer Kerne mit Neutronen diese Kerne in mehrere größere Bruchstücke zerfallen“. Da diese Vermutung im Widerspruch zu damals üblichen Annahmen über die Physik des Atomkerns stand, fand sie keine nennenswerte Beachtung. Der Zerfall schwerer Atomkerne in leichtere Elemente galt als ausgeschlossen, und auch Ida Noddack selbst unternahm nichts, um ihre gewagte Spekulation wissenschaftlich zu verifizieren. Erst fünf Jahre später, am 17. Dezember 1938, wurde die Kernspaltung des Urans von Otto Hahn und seinem Assistenten Fritz Straßmann entdeckt und radiochemisch nachgewiesen. Ende Januar 1939 wurde sie von Lise Meitner und Otto Robert Frisch theoretisch bestätigt. Frisch prägte dabei den Terminus nuclear fission (Kernspaltung), der in der Folgezeit international anerkannt wurde.
1944 wechselten Ida und Walter Noddack an die Universität Bamberg, wo Ida Noddack ein nichtoperatives Verfahren zur Auflösung von Nierensteinen entwickelte. Ida Noddack wurde an der Seite ihres Ehemannes in Bamberg beigesetzt.

## Auszeichnungen und Ehrungen

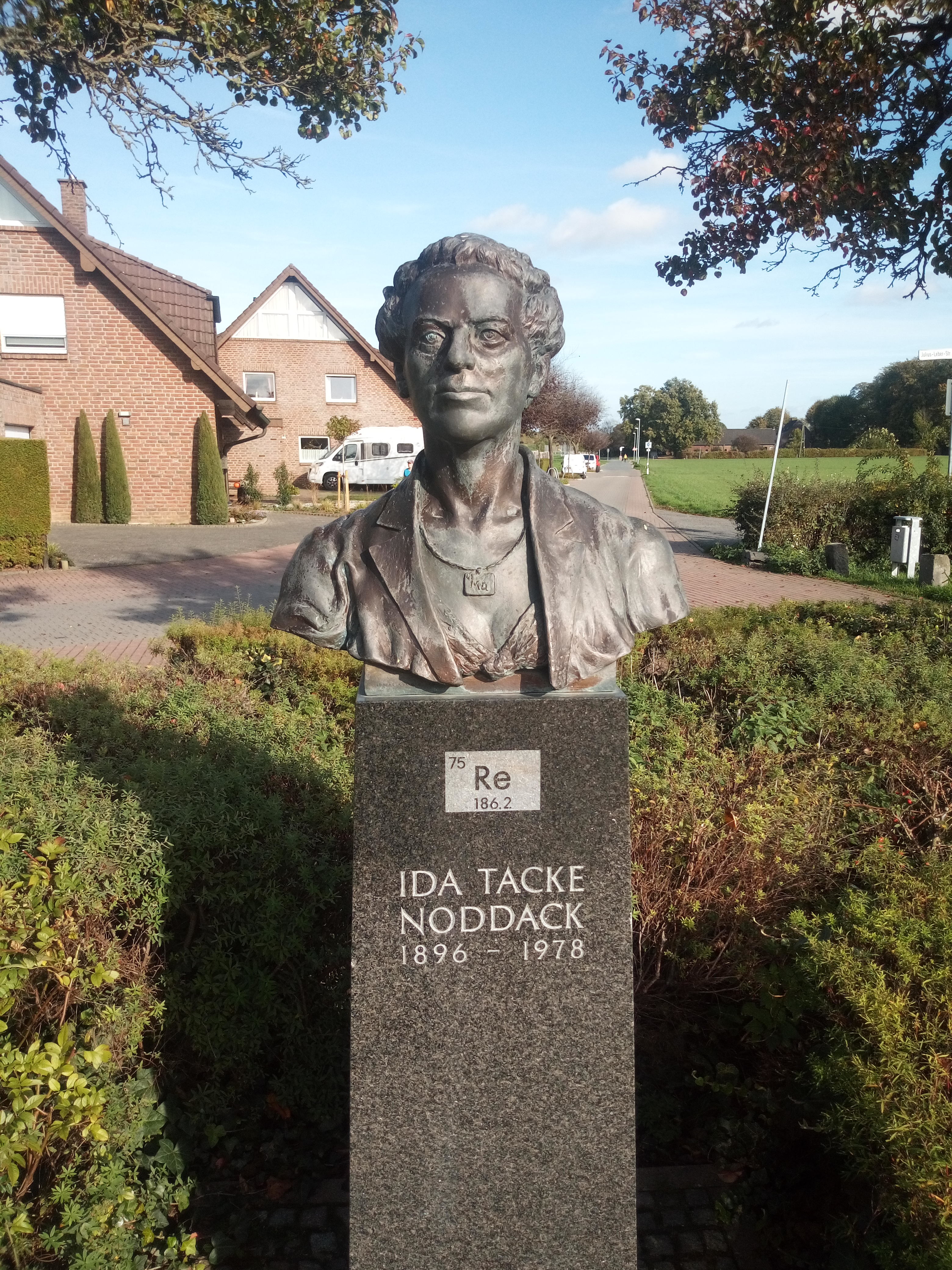
Ida-Noddack-Denkmal, Wesel, Obrighoven-Lackhausen, Ida-Noddack-Straße

Ida Noddack wurde mehrmals für den Chemienobelpreis vorgeschlagen, erhielt ihn allerdings nie. 1931 erhielt sie, als erste und bislang einzige Frau, gemeinsam mit ihrem Mann die Liebig-Denkmünze der Gesellschaft Deutscher Chemiker. Im Jahr 1937 wurde sie zum Mitglied der Leopoldina gewählt. 1966 wurde sie mit dem Großen Verdienstkreuz der Bundesrepublik Deutschland ausgezeichnet.
Sie erhielt mehrere Ehrendoktorate.
Zum 110. Geburtstag der Forscherin wurde 2006 an ihrem Elternhaus (Brüner Landstraße 301, 46485 Wesel) in Lackhausen (Heutiger Standort der Firma: Henkes-Lack-Union GmbH) eine vom Verkehrsverein erstellte Bronzetafel enthüllt; ebenda gibt es seit 1966 eine Ida-Noddack-Straße. Das Bürgerforum Lackhausen hat 2012 an dieser Straße eine von Andreas Krämmer geschaffene Büste für Ida Noddack aufgestellt.
Seit Ende des Jahres 2012 ist im ostfriesischen Emden ebenfalls eine Straße nach ihr benannt. Auch in Ingolstadt und Bamberg gibt es inzwischen eine Ida-Noddack-Straße. Die 2019 neugegründete Ida-Noddack-Gesamtschule in der Weseler Innenstadt trägt ebenso ihren Namen.